# Лајгвеља
Лајгвеља (итал. Laigueglia) је насеље у Италији у округу Савона, региону Лигурија.
Према процени из 2011. у насељу је живело 1773 становника. Насеље се налази на надморској висини од 8 м.

## Становништво
| 1936. | 1951. | 1961. | 1971. | 1981. | 1991. | 2001. | 2011. |
| ----- | ----- | ----- | ----- | ----- | ----- | ----- | ----- |
| 1.220 | 1.398 | 2.058 | 2.486 | 2.536 | 2.417 | 2.173 | 1.800 |

## Партнерски градови
- La Thuile
- Semur-en-Auxois